# Paddan
För andra betydelser, se Paddan (olika betydelser).

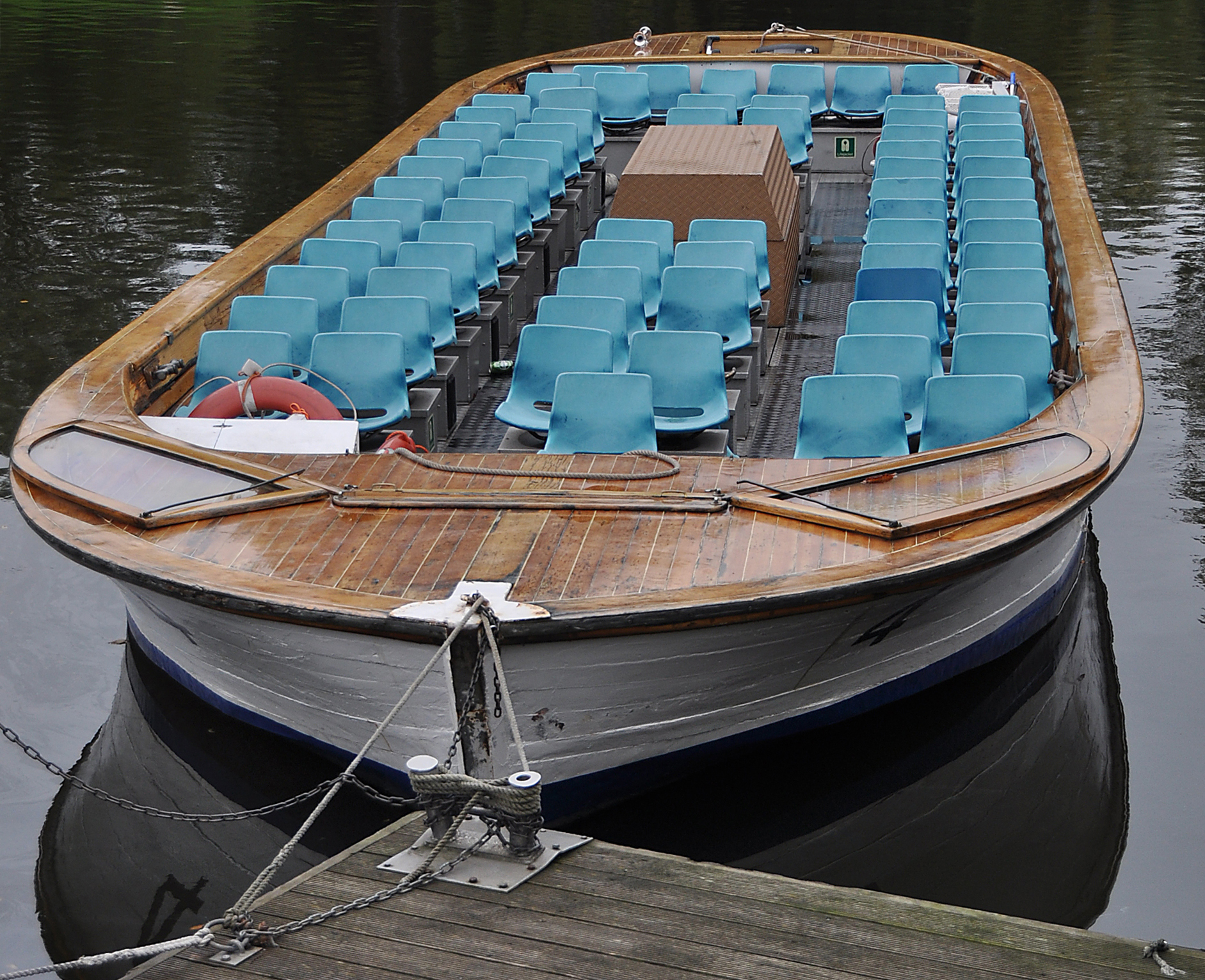
K- märkta Paddan 4

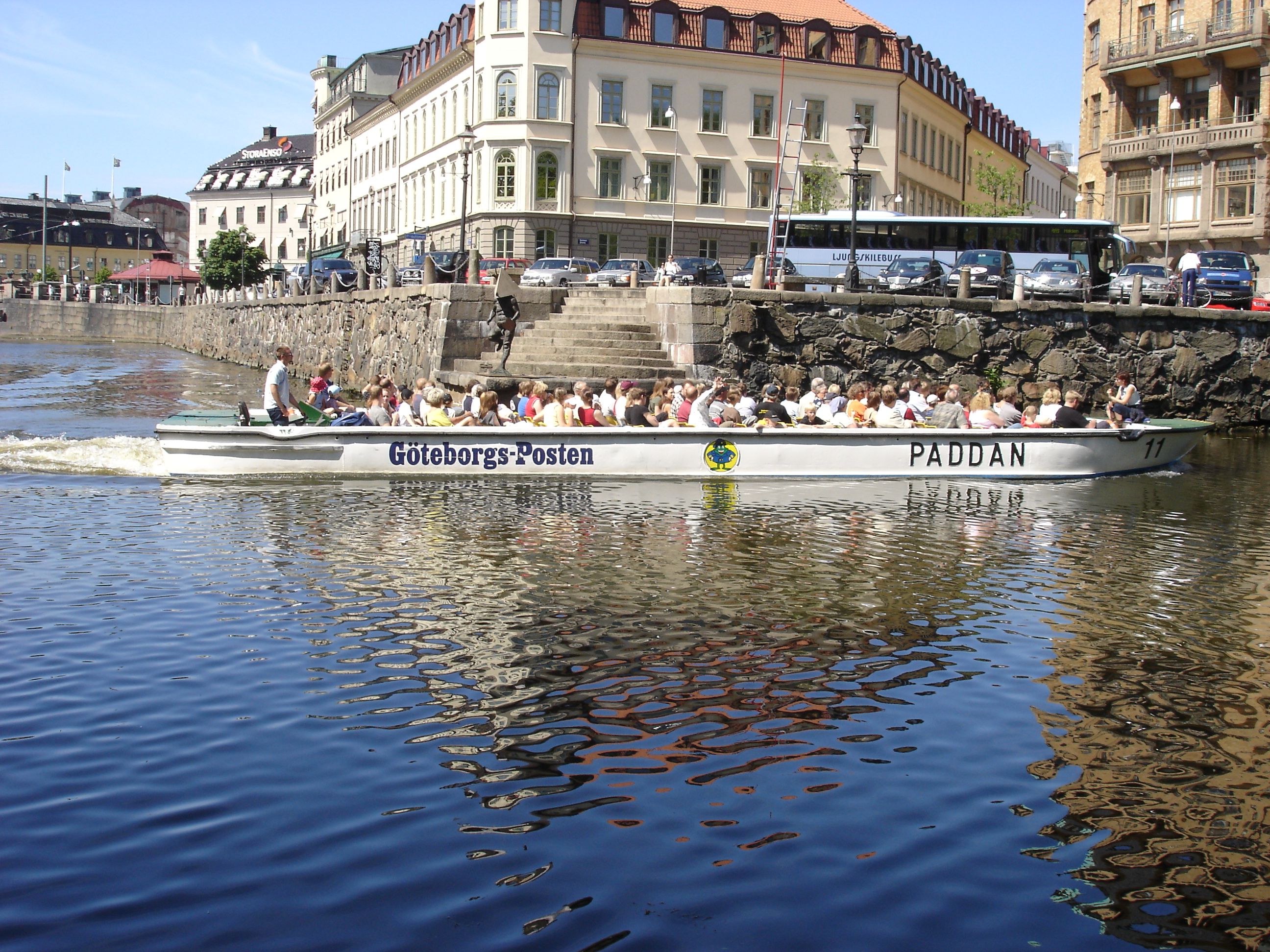
Paddan 11' sedd från Trädgårdsföreningen i juni 2005.

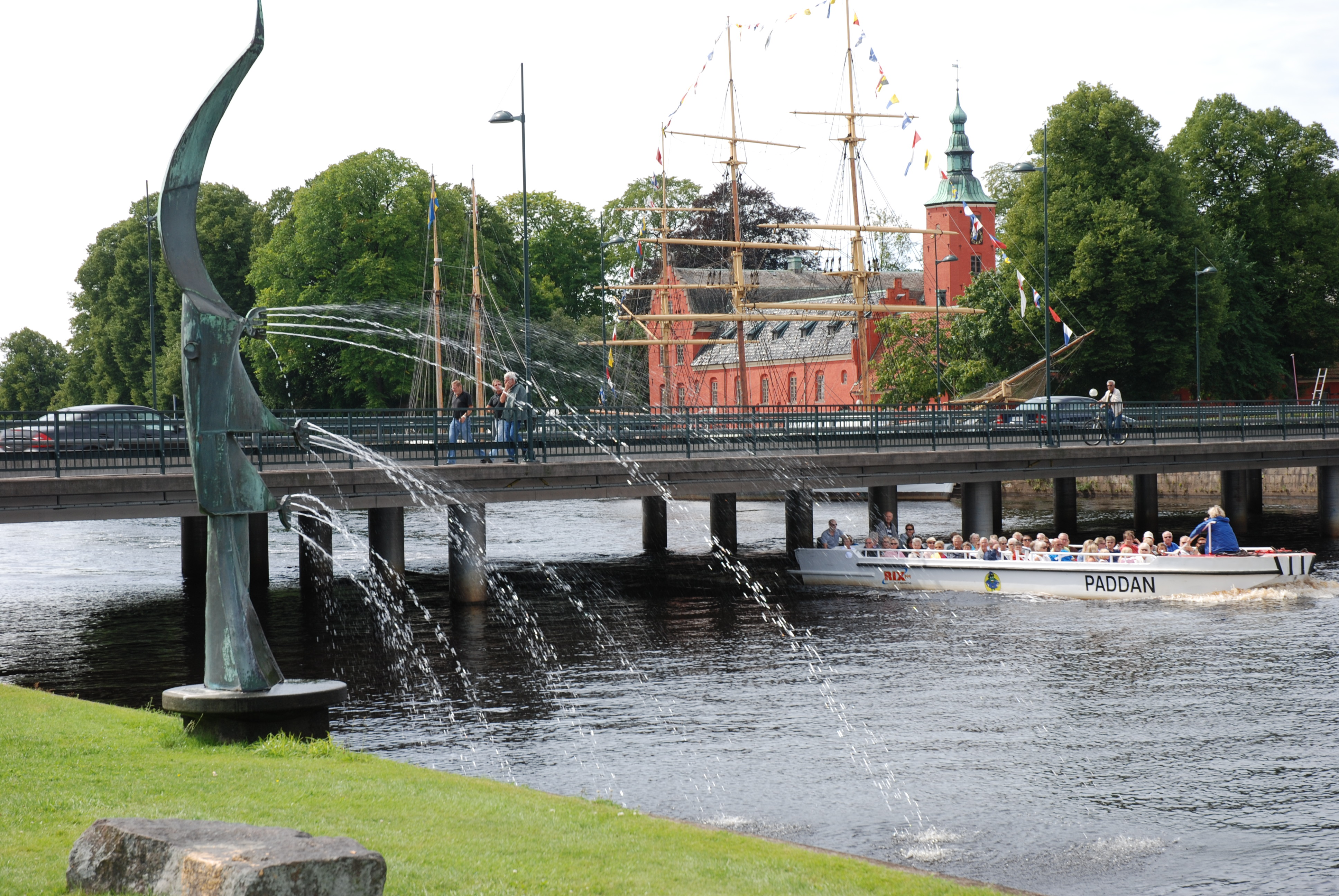
Paddan vid Slottsbron i Halmstad i höjd med Walter Bengtssons fontänskulptur Laxen går upp i Picassoparken, 2008

Paddan är namnet på ett antal rundtursbåtar på främst Göteborgs kanaler samt Göta älv. Turen tar cirka 50 minuter. Med ombord följer en turistguide som berättar om Göteborgs historia, stadens byggnader och vad man kan göra i staden. Ibland berättas även en och annan göteborgsvits. Paddanbåtarna tar mellan 73 och 92 personer.
Turen utgår från Kungsportsbron och går under ett flertal broar, varav vissa är synnerligen låga. Den lägsta bron vid Stora Bommen har fått smeknamnet "Osthyveln" då den, även vid lågvatten, ofta tvingar resenärerna att böja sig ner mot durken i båten. Vid en renovering 2011 höjdes bron, men fick en osthyvel som utsmyckning undertill, som ett minnesmärke till dess namn. Medan Götatunneln byggdes så gick turerna över Götaledsschaktet vid Pustervik ut i älven via en akvedukt som kallades Hängrännan (56 meter lång, Sveriges längsta).

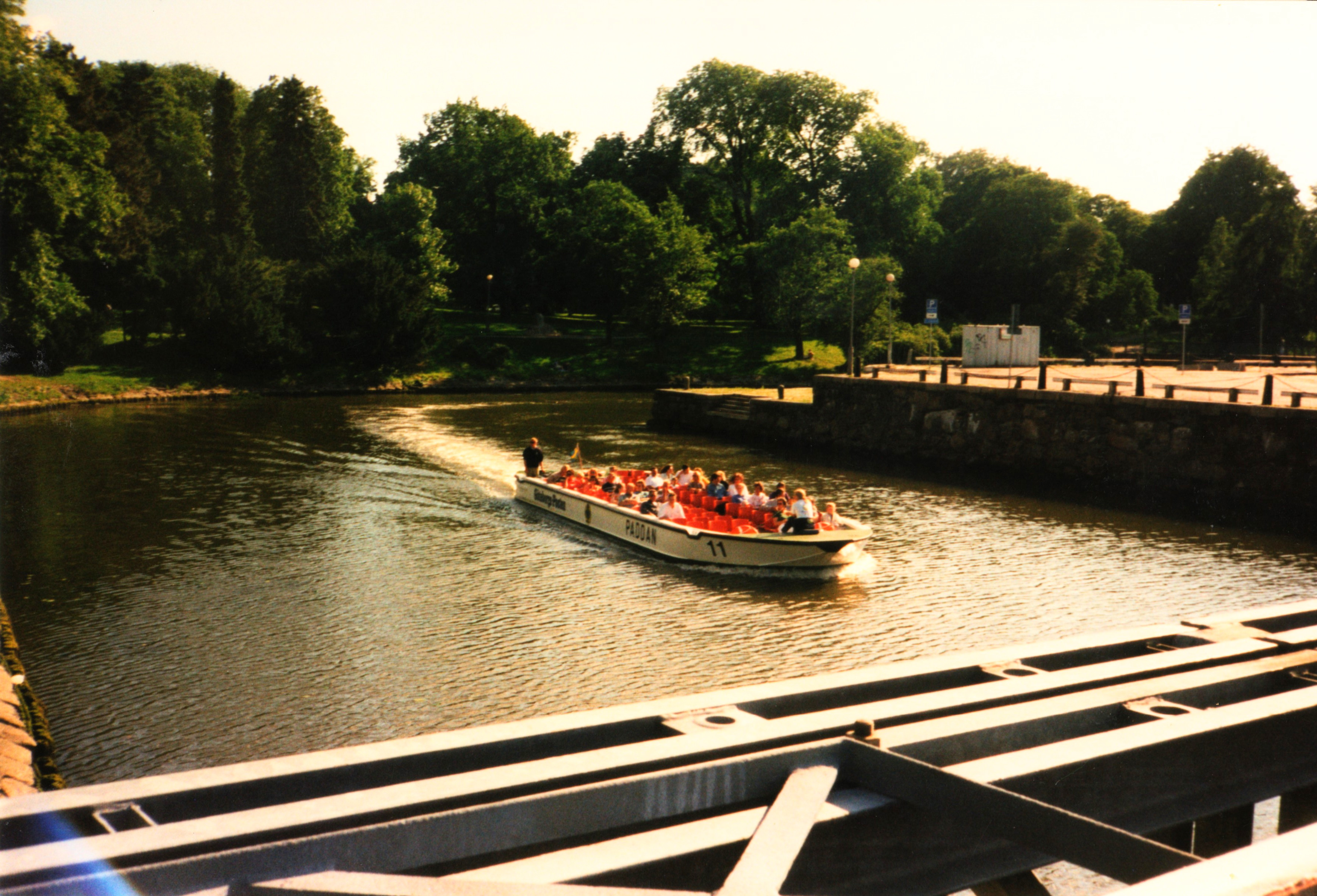
Paddan 11 vid Vallgraven.

## Historia
Det var tidningsförsäljaren Lars Andersson – "Andersson med tunnan" kallad, som lanserade idén om en vattensightseeing i Göteborg. Han fick dock ej finansiärerna med sig, gav upp och byggde istället en tidningskiosk. Konceptet övertogs i stället av Gundel Matsson, som hade resebyrån Scandinavia Bureau tillsammans med Per-Walter Sandeberg. Hon gav sig ut och mätte den fria höjden under broarna i centrala Göteborg. De båda satsade pengar ur egen ficka och den första resan med en ombyggd kosterbåt för 12 passagerare gick den 15 juni 1939. Gundel Matsson beskrev den ombyggda båten som en "sköldpadda när den ligger upp-och-ned". Under andra världskriget användes en gengasdriven båt "Vitsen" som sattes i trafik 1940. Paddanbåtarna blev allt större och 1942 sjösattes en båt med plats för 80 personer.

## Båtarna
Paddanbåtarna ägs och drivs av Strömma Turism & Sjöfart (Juli 2025).
- Paddan 4, byggd av Sjötorps varv 1947. Den enda av paddan båtarna som är driven av en propeller. Till en början var Paddan 4 inte utrustad med flytvästar, utan hade istället en flytande plattform under durken. Durken var inte fastmonterad, vilket innebar att om båten skulle sjunka, kunde passagerarna sitta kvar i sina säten och ändå hållas flytande.
- Paddan 7, byggd av LC Produkter i Vänersborg 1976. Från början var denna paddanbåt utrustad med ett uppfällbart plexiglas som kunde höjas med en knapptryckning. Funktionen togs dock bort eftersom den visade sig vara för kostsam att underhålla. Spår av lösningen finns fortfarande kvar – i form av en större scen för guiden längst fram i båten.
- Paddan 8, byggd av LC Produkter 1977
- Paddan 9, byggd av LC Produkter 1978.  Paddan 9 är även känd som “Partypaddan”, då den går att hyra för privata evenemang. Den är utrustad med loungesäten och används ofta för fester och sociala tillställningar.
- Paddan 11, byggd av Nogersunds Mekaniska AB i Nogersund 1995. Från början skulle båten heta Paddan 1 och drevs då av en inombordare med drev.
- Paddan 12, byggd av Nogersunds Mekaniska AB 1995. Paddan 12 var ursprungligen tänkt att heta Paddan 2 och är systerfartyg till Paddan 11. Även den drevs först med inombordsdrev innan den konverterades till vattenjet.
- Paddan 14, byggd av Boghammar Marin 2011
- Paddan 15, byggd av Nogersunds Mekaniska AB 1995. Denna båt byttes mot ”Rundan” i Malmö i samband med Strömmas uppköp av Lotsen. Deras båt skickades ner till Malmö, och i utbyte fick man Paddan 15 – tidigare känd under namnet Kleopatra.